# Antonia di Braganza
Antonia del Portogallo (nome completo: Antónia Maria Fernanda Micaela Gabriela Rafaela Francisca de Assis Ana Gonzaga Silvéria Júlia Augusta de Saxe-Coburg-Gotha e Bragança; Lisbona, 17 febbraio 1845 – Sigmaringen, 27 dicembre 1913) nata infanta di Portogallo, divenne la consorte del principe Leopoldo di Hohenzollern-Sigmaringen.

## Biografia
Antonia nacque quando nel Palazzo di Belém alle undici meno un quarto della notte del 17 febbraio 1845. Era la figlia della regina Maria II di Portogallo, e del suo secondo marito, il re consorte Ferdinando II. I suoi nonni materni erano il re Pietro I del Brasile e la sua prima moglie l'arciduchessa d'Austria Maria Leopoldina d'Asburgo-Lorena; quelli paterni erano il principe Ferdinando di Sassonia-Coburgo-Kohary e Maria Antonia di Koháry.
Tre giorni dopo la sua nascita fu battezzata dal cardinale Francisco de São Luís Saraiva. I padrini furono suo fratello maggiore, il principe Pietro e sua nonna paterna, dalla quale avrebbe ereditato il nome Antonia, rappresentata dalla prozia, Anna del Gesù.
Prima del suo nono compleanno, sua madre morì dando alla luce il suo ultimo figlio, anch'egli morto. Di questo rapporto tra madre e figlia si sa poco, tranne un piccolo bigliettino, datato 22 aprile, senza indicare l'anno, in cui Antonia, raccontava di essersi fatta togliere un dente, senza urlare, e aveva un cespuglio di rose “molto bello”.
Antonia, pur rimanendo Infanta del Portogallo, passò da figlia della Regina a sorella di Pietro che sposerà cinque anni dopo Stefania di Hohenzollern-Sigmaringen, figlia del principe Carlo Antonio di Hohenzollern-Sigmaringen e della principessa Giuseppina di Baden.. In occasione di questo matrimonio, Antonia incontrerà l'uomo che sarebbe diventato suo marito, Leopoldo di Hohenzollern-Sigmaringen (1835-1905). L'avvicinamento alla Germania si ripeterà l'anno successivo, a maggio, con il matrimonio di sua sorella Maria Anna con l'allora principe di Sassonia, Giorgio.
In effetti, il 1859 segnò una svolta nella vita di Antonia. Oltre al matrimonio di sua sorella, suo fratello, il re rimase vedovo a luglio, facendo di Antonia la prima figura femminile a corte.

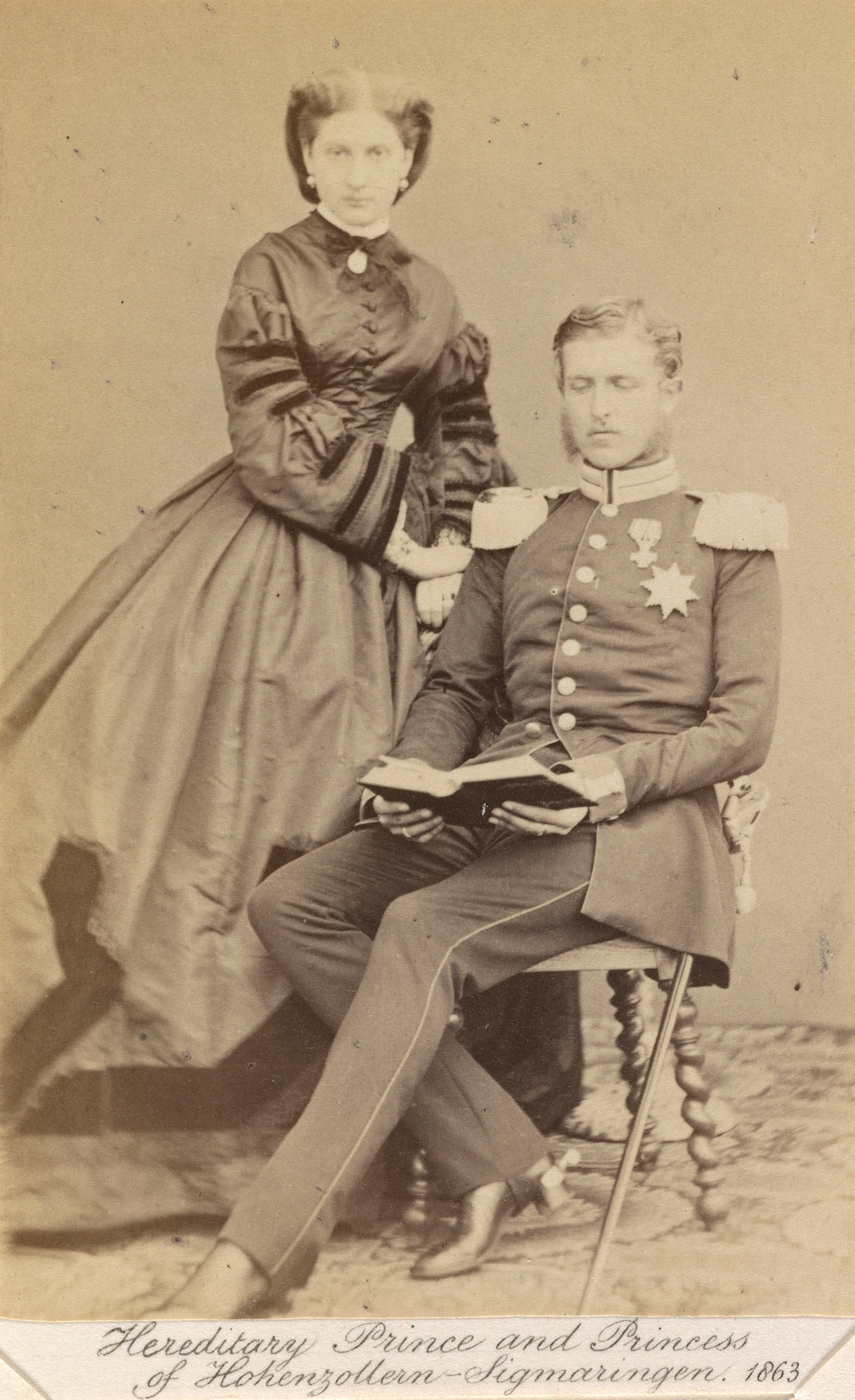
Leopoldo e Antonia nel 1863

## Matrimonio
Sempre nel 1859, nel mese di dicembre, incontrerà nuovamente Leopoldo che si recò a Lisbona per restituire alcuni oggetti e beni appartenuti alla defunta sorella.
Il 12 settembre 1861 venne celebrate le nozze tra Antonia e Leopoldo. La cerimonia nuziale si svolse al Palácio das Necessidades e per tre giorni la città di Lisbona si è rallegrata con diverse celebrazioni pubbliche.
I preparativi per il matrimonio iniziarono mesi prima. Il 30 marzo fu pubblicata la legge sulla dote, con la quale l'Erario versava all'Infanta 90 contos de réis, oltre a 30 contos per il corredo e le spese del matrimonio. Era la stessa somma ricevuta dalla sorella Maria Anna quando e, nel contesto dell'epoca, non si trattava di una somma esorbitante: per il matrimonio del fratello Pietro V furono versati 100 contos de reis, più del triplo della cifra assegnatagli. La dote di 90 contos de réis, pur rappresentando più di 30 anni della donazione annuale di una infanta (2 contos e 800mila réis) rappresentava solo l'ammontare di un anno e mezzo della dote delle sue cognate Stefania Maria Pia, come regine del Portogallo.
Il contratto nuziale venne stipulato a giugno e omologato dal tribunale a luglio. Sebbene fosse firmato dai plenipotenziari di Hohenzollern-Sigmaringen, dovette ancora essere ratificato dal re di Prussia Guglielmo I, cosa che avvenne in agosto.
Sei giorni dopo il matrimonio, Antonia lasciò il Portogallo verso la sua nuova patria. Suo fratello, l'infante Luigi e duca di Porto, fu incaricato dal re Pietro V di trasportare gli sposi sulla corvetta  Bartolomeu Dias. Gli accompagnarono anche l'infante Giovanni, duca di Beja e il principe Carlo (1839-1914), fratello dello sposo e futuro re di Romania.
Il viaggio si svolse senza incidenti di rilievo, nonostante i continui mal di testa della sposa, che hanno costretto a cambiare itinerario.
Giunti in Germania, Antonia ricevette la notizia della morte dei suoi fratelli, tra novembre e dicembre dello stesso anno, vittime di febbre tifoide.
Antonia e Leopoldo ebbero tre figli:
- Guglielmo (1864-1927), che succedette al padre come capo della famiglia Hohenzollern-Sigmaringen, sposò la principessa Maria Teresa di Borbone-Due Sicilie e, in seconde nozze, la principessa Adelgonda di Baviera;
- Ferdinando (1865-1927), futuro re di Romania con il nome di Ferdinando I, sposò la principessa Maria di Sassonia-Coburgo-Gotha;
- Carlo Antonio (1868-1919), sposò la principessa Giuseppina del Belgio.

Antonia amava dipingere. Alcuni dei suoi acquerelli sono esposti permanentemente nel castello di Sigmaringen.

## Morte
Si sa poco della vita di Antonia, soprattutto dopo il suo arrivo in Germania. Si sa che visitò il Portogallo tra il 27 marzo e il 19 maggio 1887, l'ultima volta che vide il suo amato fratello, Luigi I, che morirà nel 1889.
Antonia morì a Sigmaringen il 27 dicembre 1913, e fu sepolta nella chiesa di Hedinger, accanto alla famiglia di suo marito.

## Ascendenza
|                                       |                            |                                         | Genitori                               |  |  | Nonni |  |  | Bisnonni                                        |  |  | Trisnonni                                     |  |
|                                       |                            |                                         |                                        |  |  |       |  |  | Francesco Federico di Sassonia-Coburgo-Saalfeld |  |  | Ernesto Federico di Sassonia-Coburgo-Saalfeld |  |
|                                       |                            |                                         |                                        |  |  |       |  |  | Francesco Federico di Sassonia-Coburgo-Saalfeld |  |  | Ernesto Federico di Sassonia-Coburgo-Saalfeld |  |
|                                       |                            | Sofia Antonia di Brunswick-Wolfenbüttel |                                        |  |  |       |  |  | Francesco Federico di Sassonia-Coburgo-Saalfeld |  |  |                                               |  |
| Ferdinando di Sassonia-Coburgo-Kohary |                            |                                         |                                        |  |  |       |  |  | Francesco Federico di Sassonia-Coburgo-Saalfeld |  |  |                                               |  |
|                                       |                            | Augusta di Reuss-Ebersdorf              | Enrico XXIV di Reuss-Ebersdorf         |  |  |       |  |  |                                                 |  |  |                                               |  |
|                                       |                            | Augusta di Reuss-Ebersdorf              | Enrico XXIV di Reuss-Ebersdorf         |  |  |       |  |  |                                                 |  |  |                                               |  |
|                                       |                            | Augusta di Reuss-Ebersdorf              | Carolina Ernestina de Erbach-Schönberg |  |  |       |  |  |                                                 |  |  |                                               |  |
| Ferdinando II del Portogallo          |                            | Augusta di Reuss-Ebersdorf              |                                        |  |  |       |  |  |                                                 |  |  |                                               |  |
|                                       |                            | Francesco Giuseppe di Koháry            | Ignaz II József Csabragi di Koháry     |  |  |       |  |  |                                                 |  |  |                                               |  |
|                                       |                            | Francesco Giuseppe di Koháry            | Ignaz II József Csabragi di Koháry     |  |  |       |  |  |                                                 |  |  |                                               |  |
|                                       |                            | Francesco Giuseppe di Koháry            | Maria Gabriella Cavriani               |  |  |       |  |  |                                                 |  |  |                                               |  |
| Maria Antonia di Koháry               |                            | Francesco Giuseppe di Koháry            |                                        |  |  |       |  |  |                                                 |  |  |                                               |  |
|                                       |                            | Maria Antonia di Waldstein              | Giorgio Cristiano di Waldstein         |  |  |       |  |  |                                                 |  |  |                                               |  |
|                                       |                            | Maria Antonia di Waldstein              | Giorgio Cristiano di Waldstein         |  |  |       |  |  |                                                 |  |  |                                               |  |
|                                       |                            | Maria Antonia di Waldstein              | Maria Isabella di Ulfeldt              |  |  |       |  |  |                                                 |  |  |                                               |  |
| Antonia di Braganza                   |                            | Maria Antonia di Waldstein              |                                        |  |  |       |  |  |                                                 |  |  |                                               |  |
|                                       | Giovanni VI del Portogallo | Pietro III del Portogallo               |                                        |  |  |       |  |  |                                                 |  |  |                                               |  |
|                                       | Giovanni VI del Portogallo | Pietro III del Portogallo               |                                        |  |  |       |  |  |                                                 |  |  |                                               |  |
|                                       | Giovanni VI del Portogallo | Maria I del Portogallo                  |                                        |  |  |       |  |  |                                                 |  |  |                                               |  |
| Pietro I del Brasile                  | Giovanni VI del Portogallo |                                         |                                        |  |  |       |  |  |                                                 |  |  |                                               |  |
|                                       |                            | Carlotta Gioacchina di Borbone-Spagna   | Carlo IV di Spagna                     |  |  |       |  |  |                                                 |  |  |                                               |  |
|                                       |                            | Carlotta Gioacchina di Borbone-Spagna   | Carlo IV di Spagna                     |  |  |       |  |  |                                                 |  |  |                                               |  |
|                                       |                            | Carlotta Gioacchina di Borbone-Spagna   | Maria Luisa di Borbone-Parma           |  |  |       |  |  |                                                 |  |  |                                               |  |
| Maria II del Portogallo               |                            | Carlotta Gioacchina di Borbone-Spagna   |                                        |  |  |       |  |  |                                                 |  |  |                                               |  |
|                                       |                            | Francesco II d'Asburgo-Lorena           | Leopoldo II d'Asburgo-Lorena           |  |  |       |  |  |                                                 |  |  |                                               |  |
|                                       |                            | Francesco II d'Asburgo-Lorena           | Leopoldo II d'Asburgo-Lorena           |  |  |       |  |  |                                                 |  |  |                                               |  |
|                                       |                            | Francesco II d'Asburgo-Lorena           | Maria Luisa di Borbone-Spagna          |  |  |       |  |  |                                                 |  |  |                                               |  |
| Maria Leopoldina d'Asburgo-Lorena     |                            | Francesco II d'Asburgo-Lorena           |                                        |  |  |       |  |  |                                                 |  |  |                                               |  |
|                                       |                            | Maria Teresa di Borbone-Due Sicilie     | Ferdinando I delle Due Sicilie         |  |  |       |  |  |                                                 |  |  |                                               |  |
|                                       |                            | Maria Teresa di Borbone-Due Sicilie     | Ferdinando I delle Due Sicilie         |  |  |       |  |  |                                                 |  |  |                                               |  |
|                                       |                            | Maria Teresa di Borbone-Due Sicilie     | Maria Carolina d'Asburgo-Lorena        |  |  |       |  |  |                                                 |  |  |                                               |  |
|                                       |                            | Maria Teresa di Borbone-Due Sicilie     |                                        |  |  |       |  |  |                                                 |  |  |                                               |  |